# Bouclier de Battersea

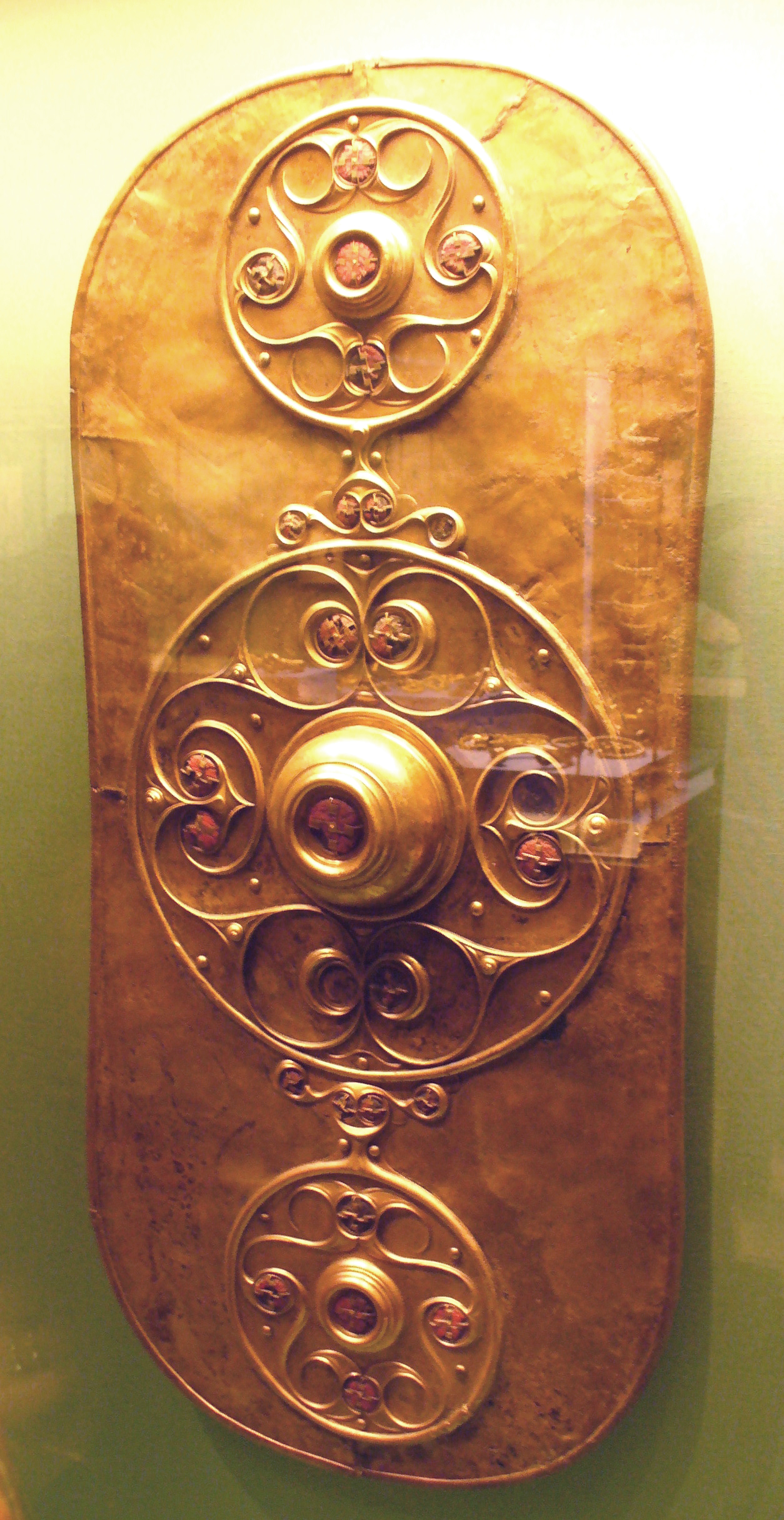
Le bouclier de Battersea. Londres, British Museum.

Le bouclier de Battersea est un élément représentatif de l’art celte de l'île de Bretagne, dont la fabrication est datée du Ier siècle av. J.-C. ou, au plus tard, du début du Ier siècle apr. J.-C.. Il a été retrouvé dans la Tamise à Battersea à proximité de Londres en 1857.

## Description
Son armature, à l’origine, était en bois et en cuir sur laquelle les artisans celtes ont appliqué et riveté un revêtement en bronze. Il se compose de cinq pièces : la plaque d’ensemble, l’orle et trois cercles ouvragés et reliés entre eux (ceux du haut et du bas de même taille, celui du centre étant beaucoup plus large). Il a la forme d’un rectangle aux bords arrondis et aux côtés latéraux incurvés. Des cabochons en pâte de verre rouge ornent la représentation.
Ses faibles dimensions (85 cm de hauteur) portent à croire qu’il s’agit d’un objet de prestige, ayant appartenu à un notable, à moins qu’il ne s’agisse d’un objet de culte, offert à titre votif à une divinité.
Il est exposé au British Museum à Londres.

## Sources
- Venceslas Kruta, Les Celtes, histoire et dictionnaire, Robert Laffont, coll. « Bouquins », Paris, 2000,  (ISBN 2-7028-6261-6)
- Maurice Meuleau, Les Celtes en Europe, Éditions Ouest-France, Rennes, 2004,  (ISBN 2-7028-9095-4)
- Les Celtes, ouvrage collectif, catalogue de l'exposition du Palazzo Grassi à Venise, Éditions Fabbri Bompiani, Milan, 1991,  (ISBN 2-23700-484-6)